# Жуковка
Жуковка (рус. Жуковка) град је у Русији у Брјанској области. Према попису становништва из 2010. у граду је живело 18243 становника.

## Становништво
| 1939.  | 1959.  | 1970.  | 1979.  | 1989.  | 2002.  | 2010.  |
| ------ | ------ | ------ | ------ | ------ | ------ | ------ |
| 10.099 | 11.080 | 16.173 | 17.597 | 19.706 | 19.731 | 18.243 |